# Christian Fromm
Christian Fromm (Berlino, 15 agosto 1990) è un pallavolista tedesco, schiacciatore del Rapid Bucarest.

## Palmarès

### Club
- Coppa di Romania: 1

2023-24

### Nazionale (competizioni minori)
- Giochi europei 2015